# Ludvík Hugo Belcredi
Ludvík Hugo Belcredi (1. března 1921 Líšeň – 19. srpna 1981 Brno), celým jménem Ludvík Hugo Egbert Richard Jiří Josef Belcredi pocházel z dříve šlechtického rodu Belcredi. Na rozdíl od svých rodičů a sourozenců po komunistickém puči v roce 1948 neemigroval.

## Život
Ludvík Hugo Belcredi se narodil 1. března 1921 v Líšni jako první potomek a první syn Karla Jiřího Belcrediho (1893–1972) a Theresy Kálnoky de Köröspatak (1893–1969). Měl tři bratry a jednu sestru. Byl adoptován strýcem Richardem Belcredim (1891–1956).
Dětství prožil na zámku v Brně-Líšni. Chodil na zemědělskou fakultu a po druhé světové válce, během níž byla na jejich majetek uvalena vnucená správa, vedl rodinný velkostatek. V roce 1945 přestavěl cihelnu a vybudoval z ní moderní podnik. Na modernizaci si půjčil peníze a do roku 1948 splatil polovinu částky. Po znárodnění půdy na 50 ha si pronajal část zabaveného majetku a i nadále na něm hospodařil a získal ocenění z nejvyšších míst. V červenci 1949 mu byl udělen diplom Antonína Zápotockého za to, že jako první na Moravě splnil dodávku obilí. Následně byl hned v srpnu 1949 zatčen, protože se údajně nezapojil do budovatelského úsilí a bez soudu byl převezen do tábora nucených prací v Hodoníně u Kunštátu. Pobyt v lágru mu podkopal zdraví, vrátil se podvyživený a s těžkým zánětem kloubů. Po propuštění z vězení, kde strávil dva roky, pracoval jako skladník, vrátný a průvodčí v tramvaji v Brně. Po ukončení práce průvodčího pracoval v menze vysokých škol a zde se stal po nějakém čase vedoucím menzy.
V době politického uvolnění – v 60. letech směl vyjet do zahraničí, strávil rok v Německu a ve Francii, kde podstoupil dvě operace očí. V 70. letech mu StB nabídla, aby emigroval, to ale odmítl.
Ovládal němčinu, francouzštinu, italštinu, řečtinu a latinu.
Zemřel po neúspěšné operaci. Pohřeb se konal v Líšni a stal se jakýmsi protestem proti komunistickému režimu.

## Rodina
Ludvík Hugo Belcredi se oženil 9. prosince 1949 ve Křtinách s Miloslavou Královou (9. prosince 1929 Líšeň – 12. ledna 2020 Brno). Bylo to v době, kdy byl uvězněn v pracovním táboře. Po svatbě ho směla navštěvovat a nosit mu jídlo, neboť z jeho příbuzných v Československu nikdo nezůstal. Komunistický režim po svatbě Miloslavě nedovolil dokončit vysokou školu. Nejdříve pracovala doma pro Drutěvu. Od 60. let až do důchodu pracovala jako úřednice na poště. Měli spolu dva syny:
- 1. Karel (* 29. 12. 1950), lékař
  - ∞ (20. 10. 1979 Brno) Marie Krčilová (* 2. 1. 1953 Brno), jejich potomci:
  - Natálie (* 2. 3. 1980 Brno), doktorát na Mendelově univerzitě v Brně, akademický pracovník na Mendelově univerzitě, má dvě děti Charlotu a Alexe
  - Robin (* 18. duben 1981 Brno), má dva syny Tobiase a Gabriela
- 2. Ludvík (* 25. 6. 1954 Brno), archeolog
  - I. ∞ (27. 6. 1981 Nové Město nad Metují, rozvedeni v roce 2010) Jiřina Dobešová (* 28. 5. 1957 Náchod), jejich potomci
  - Kristiana (* 16. 11. 1981 Brno), operní režisérka, má dvě dcery Celestinu a Theodoru a syna Ludvíka
  - Denisa (* 7. červenec 1985 Brno), má dva syny Sebastiena a Jindřicha Eduarda
  - II. ∞ (4. 5. 2019 Brno-Líšeň) Irena Sehnalová, roz. Sedláková (* 15. 2. 1973 Brno)

Synové restituovali zámek v Líšni, 1600 hektarů lesa a společně se strýcem Hugem Adrianem-Belcredim (1923–2012) také zámek v Jimramově.